# Sleepy Hollow (Wyoming)
Sleepy Hollow és una concentració de població designada pel cens dels Estats Units a l'estat de Wyoming. Segons el cens del 2000 tenia 1.177 habitants.

## Demografia
Segons el cens del 2000, Sleepy Hollow tenia 1.177 habitants, 361 habitatges, i 322 famílies. La densitat de població era de 1.465,9 habitants/km².
Dels 361 habitatges en un 63,4% hi vivien nens de menys de 18 anys, en un 78,4% hi vivien parelles casades, en un 5,8% dones solteres, i en un 10,8% no eren unitats familiars. En el 7,5% dels habitatges hi vivien persones soles l'1,1% de les quals corresponia a persones de 65 anys o més que vivien soles. El nombre mitjà de persones vivint en cada habitatge era de 3,26 i el nombre mitjà de persones que vivien en cada família era de 3,42.
Per edats la població es repartia de la següent manera: un 37,6% tenia menys de 18 anys, un 6,5% entre 18 i 24, un 39,8% entre 25 i 44, un 15,1% de 45 a 60 i un 1% 65 anys o més.
L'edat mediana era de 29 anys. Per cada 100 dones de 18 o més anys hi havia 101,4 homes.
La renda mediana per habitatge era de 62.750 $ i la renda mediana per família de 70.441 $. Els homes tenien una renda mediana de 52.679 $ mentre que les dones 19.479 $. La renda per capita de la població era de 20.781 $. Entorn del 2,5% de les famílies i el 2,7% de la població estaven per davall del llindar de pobresa.

## Poblacions més properes
El següent diagrama mostra les poblacions més properes.